# Archaeocyatha
Archaeocyatha („древни чаши“), са полипни рифообразуващи морски организми в топлите тропически и субтропически води, които са живели по време на ранния (долния) камбрийски период. Смята се, че център на произхода на Archaeocyatha е в източен Сибир, където те се появяват първо, в началото на тимотийската епоха на камбрий, преди 525 млн. години (Mya). В други региони по света, те се появяват много по-късно, по време на атдабанийската епоха и бързо се развиват в над сто семейства. Стават първите на планетата рифообразуващи животни. Archaeocyatha са повсеместно ръководни изкопаеми, за долен камбрий.

## Възход и изчезване
Семейства на Archaeocyatha могат да бъдат разграничени по малки, но съществени различия в техните вкаменени структури: Някои са оформени като купи, докато други са били значително по-дълго, колкото 30 cm. Някои са самотни организми, а други образуват колонии. В началото на тойонийската епоха около 516 милиона години, Archaeocyatha поемат пътя на поголовно отмиране. Почти всички видове изчезват до края на камбрий, а последните известни видове изчезват точно преди края на периода камбрий, Antarcticocyathus webberi. Бързото им намаляване и изчезване съвпадна с бързото развитие и разпространение на Роговите.
Представители на групата са важни рифообразуващи в началото до средата на камбрий, а рифове (и всъщност всяко натрупване на карбонати), стават много по-рядко след изчезването им до чак до разцвета на кораловите рифове през ордовик.

## Морфология
Типичният представител прилича на кух коралов рог. Всеки от тях има коничен или във формата на ваза порест скелет от калцит, подобно на сюнгер. Структурата се наподобява двойка на перфорирани сладоледени фунийки. Скелетите им се състоят от една пореста стена, (Monocyathida), или по-често като две концентрични порести стени, вътрешна и външна стена, разделени от празнина. Тялото вероятно заема пространството между вътрешните и външните черупки (intervallum).
Archaeocyatha традиционно се делят на две групи Regulares и Irregulares (Rowland, 2001):
- Hetairacyathida
- Regulares
  - Monocyathida
  - Capsulocyathida
  - Ajacicyathida
- Irregulares
  - Thalassocyathida
  - Archaeocyathida
  - Kazakhstanicyathida

Окулич (1955) ги разделя на три класа:
- Клас Monocyathea Okulitch, 1943
- Клас Archaeocyathea Okulitch, 1943
- Клас Anthocyathea Okulitch, 1943